# Japanska F3-mästerskapet
Japanska F3-mästerskapet är en racingserie med formel 3-bilar som formar det japanska mästerskapet i serien. Det har alltid varit en inkörsport för unga förare till formel Nippon, och i vissa fall även formel 1. Bland svenskar som kör eller kört i serien märks Rickard Rydell och Marcus Ericsson.

## Mästare

### Topp 3 1979-2008
| År   | Mästare                | Tvåa                   | Trea                 |
| ---- | ---------------------- | ---------------------- | -------------------- |
| 1979 | Toshio Suzuki          | Kengo Nakamoto         | Toshio Motohashi     |
| 1980 | Syyroku Sasaki         | Eiji Iwata             | Osamu Nakako         |
| 1981 | Osamu Nakako           | Akira Hagiwara         | Kengo Nakamoto       |
| 1982 | Kengo Nakamoto         | Tooru Takahashi        | Kazuo Mogi           |
| 1983 | Yoshimasa Fujiwara     | Aguri Suzuki           | Kouzou Okumura       |
| 1984 | Syuuji Hyoudou         | Eiji Yamada            | Koji Sato            |
| 1985 | Koji Sato              | Aguri Suzuki           | Syuuji Hyoudou       |
| 1986 | Akio Morimoto          | Koji Sato              | Syyroku Sasaki       |
| 1987 | Ross Cheever           | Hitoshi Ogawa          | Koji Sato            |
| 1988 | Akihiko Nakaya         | Koji Sato              | Maurizio Sandro Sala |
| 1989 | Mashahiko Kagayama     | Koji Sato              | Eiki Murumatsu       |
| 1990 | Naoki Hattori          | Naohiro Furuya         | Hisashi Wada         |
| 1991 | Paulo Carcasci         | Katsumoto Kaneishi     | Tetsuya Tanaka       |
| 1992 | Anthony Reid           | Jacques Villeneuve     | Rickard Rydell       |
| 1993 | Tom Kristensen         | Rickard Rydell         | Anthony Reid         |
| 1994 | Michael Krumm          | Masami Kageyama        | Shinya Nakano        |
| 1995 | Pedro de la Rosa       | Satoshi Motoyama       | Hiroki Kato          |
| 1996 | Juichi Wakisaka        | Koji Yamanishi         | Tom Coronel          |
| 1997 | Tom Coronel            | Yuji Tachikawa         | Takeshi Tsuchiya     |
| 1998 | Peter Dumbreck         | Hiroki Kato            | Shingo Tachi         |
| 1999 | Darren Manning         | Toshihiro Kaneishi     | Risto Virtanen       |
| 2000 | Sébastien Philippe     | Yuji Ide               | Seiji Ara            |
| 2001 | Benoît Tréluyer        | Paolo Montin           | Jérémie Dufour       |
| 2002 | Takashi Kogure         | Paolo Montin           | Mathieu Zangarelli   |
| 2003 | James Courtney         | Paolo Montin           | Tatsuya Kataoka      |
| 2004 | Ronnie Quintarelli     | João Paulo de Oliveira | Naoki Yokomizo       |
| 2005 | João Paulo de Oliveira | Kazuki Nakajima        | Hideki Mutoh         |
| 2006 | Adrian Sutil           | Kazuya Oshima          | Roberto Streit       |
| 2007 | Kazuya Oshima          | Roberto Streit         | Oliver Jarvis        |
| 2008 | Carlo van Dam          | Keisuke Kunimoto       | Takuto Iguchi        |
| 2009 | Marcus Ericsson        | Takuto Iguchi          | Yuji Kunimoto        |
| 2010 | Yuji Kunimoto          | Yuhi Sekiguchi         | Rafael Suzuki        |
| 2011 | Yuhi Sekiguchi         | Hironobu Yasuda        | Hideki Yamauchi      |
| 2012 | Ryō Hirakawa           | Yuichi Nakayama        | Hideki Yamauchi      |
| 2013 | Yuichi Nakayama        | Takamoto Katsuta       | Katsumasa Chiyo      |
| 2014 | Nobuharu Matsushita    | Kenta Yamashita        | Mitsunori Takaboshi  |